# Détection Passion
Détection Passion, sous-titré le magazine à remonter le temps, est un magazine français créé par Loïc Berton (également rédacteur en chef) consacré aux détecteurs de métaux, aux trésors, aux monnaies et aux artéfacts archéologiques.
Le magazine balaye tous les sujets de la détection de loisir, avec un ou plusieurs articles de fonds sur les artefacts métalliques (et non métalliques parfois) de toutes époques découverts fortuitement au détecteur de métaux ou de visu, des articles sur l'histoire, l'archéologie et la numismatique. Quelques pages sont également réservées aux sceaux découverts en détection, ce qui constitue une base de données conséquente. Le magazine est abondamment illustré de photos de trouvailles fortuites, à chaque fois inédites. Le magazine évite sciemment de donner des références géographiques trop précises de lieux à prospecter, préférant plutôt stimuler l'initiative de son lectorat. La valeur marchande des trouvailles est également occultée.

## Collaborateur du magazine
- Gilles Kerlorc'h (ex)